# Biblioteca pública de Durrës
Biblioteca pública de Durrës (en albanés: Biblioteka Publike e Durrësit) es una biblioteca pública localizada en la ciudad de Durres,  Albania. Las colecciones de la Biblioteca abarcan ejemplares desde 1914  hasta la actualidad. Hay colecciones de periódicos en lengua extranjera desde 1948 año en ruso, francés e inglés.
En los años 1945 - '90 después de la Segunda Guerra Mundial, se tuvo en la estrategia de desarrollo del establecimiento de instituciones socioculturales. En este sentido, se abrió la primera biblioteca pública de Durres, el 11 de septiembre de 1945, con un fondo de cerca de 5000 copias. La biblioteca se mudó posteriormente a una villa de dos plantas, en el centro de la ciudad con una superficie de 357 m².